# 約翰-派屈克·史密斯
約翰-派屈克·史密斯（John-Patrick Smith，1989年1月24日—），出生于汤斯维尔，是一位澳洲職業網球運動員，他曾在2007年至2011年间就读于田納西大學，2011年7月，他正式转为职业球手。

## 外部連結
- 官方网站
- 約翰-派屈克·史密斯（英文/西班牙文）的官方資料
- 約翰-派屈克·史密斯的國際網球總會 職業／青少年 官方資料（英文）
- 約翰-派屈克·史密斯的官方資料（英文）
- John-Patrick Smith – Player Profiles - Players and Rankings - News and Events - Tennis Australia （页面存档备份，存于） （英文）
- 約翰-派屈克·史密斯的Facebook專頁
- 約翰-派屈克·史密斯的X（前Twitter）